# 基斯瓦爾尼奧赫山
13°44′07″S 70°53′40″W / 13.73528°S 70.89444°W
基斯瓦爾尼奧赫山（Quishuarnioj），是秘魯的山峰，位於該國東南部庫斯科大區，由基斯皮坎奇省的馬爾卡帕塔區負責管轄，屬於韋爾卡努塔山脈的一部分，海拔高度約5,700米。